# Palais Conforti
Le palais Conforti (Palazzo Conforti en italien) est un monument historique et immeuble de Salerne, situé au 56 via Torquato Tasso dans le quartier dit Madonna delle Grazie (it).

## Histoire
À l'origine, le palais fut construit sur les terrains d'un ensemble monastique, comme l'indique un procès en justice en 1743 entre d'une part le monastère de Santa Maria delle Grazie et de l'autre De Ruggiero, commanditaire de la construction.

## Architecture
Le palais est construit sur un plan en T.
La façade principale comporte six loggias avec des décorations en stuc ainsi qu'un portail d'entrée en pierre, entouré de deux colonnes, servant de support à des vantaux anciens en chêne décorés d'imposants battants de laiton. 
Le portail d’entrée, de forme polygonale qui ouvre sur un vaste espace. Dans la grande cour intérieure (it:Corte) s’élève un grand escalier ouvert typique des créations de Ferdinando Sanfelice: il s’agit d’un escalier à trois rampes, soutenu par quatre piles et décoré de six lésènes.
Au deuxième étage, dit étage noble, se trouve une vaste habitation composée de pièces en enfilade donnant sur la rue principale et un jardin suspendu, visible seulement de l'étage supérieur. Des travaux effectués au début du XXIe siècle ont mis au jour des fresques exécutées par le peintre napolitain Lorenzo de Caro. D'autres œuvres plus récentes, réalisées par des artistes locaux, décorent aussi les appartements.